# Brunryggig honungsvisare
Brunryggig honungsvisare (Prodotiscus regulus) är en fågel i familjen honungsvisare inom ordningen hackspettartade fåglar.

## Utseende
Brunryggig honungsvisare är en 12–13,5 cm lång gråbrun flugsnapparliknande fågel med tunn näbb. Båda könen är gråbruna ovan med svartspetsade vita yttre stjärtpennor. Mellan flanken och övergumpen syns ibland tydligt en vit fläck av fjädrar som den kan resa. Undersidan i övrigt är gråvit. Arten skiljer sig från smalnäbbad honungsvisaren och miombohonungsvisaren genom brunare rygg och mörka spetsen på stjärtpennorna. Alla tre arter har tunnare och spetsigare näbb än hos övriga honungsvisare.

## Utbredning och systematik
Brunryggig honungsvisare delas in i två underarter med följande utbredning:
- Prodotiscus regulus regulus – förekommer i östra och centrala Sudan, södra Demokratiska republiken Kongo, Angola, nordöstra Namibia och östra Kapprovinsen
- Prodotiscus regulus camerunensis – förekommer fläckvist från Guinea till Kamerun och Centralafrikanska republiken

## Status och hot
Arten har ett stort utbredningsområde och tros öka i antal. Internationella naturvårdsunionen IUCN listar den som livskraftig (LC).

## Bilder

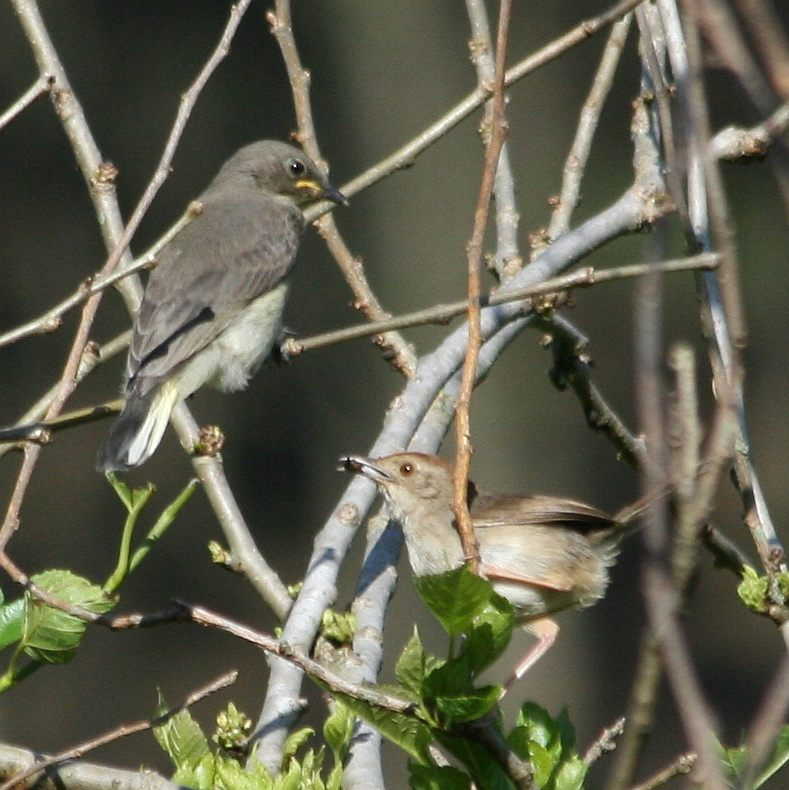
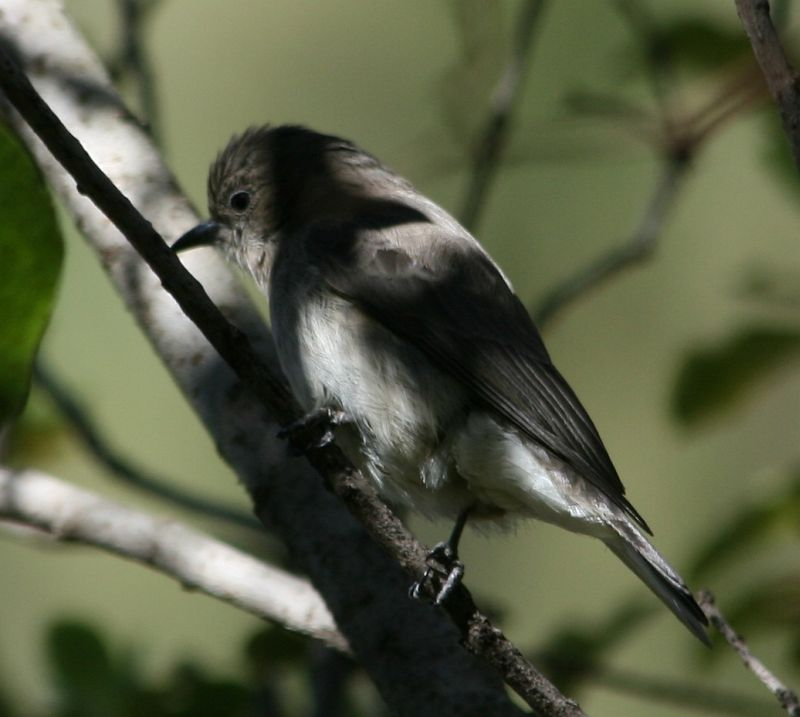